# Métabetchouan–Lac-à-la-Croix
Métabetchouan–Lac-à-la-Croix é uma cidade localizada na província de Quebec no Canadá.